# Білецька Алла Антонівна
А́лла Біле́цька (* 2003) — українська велосипедистка на треку. Учасниця Чемпіонату світу з велосипедного спорту на треку-2021.

## З життєпису
В серпні 2021 року у голландському Апелдорні на чемпіонаті Європи з велоспорту на треку серед юніорів та молоді посіла друге місце в кейрині
2020 року посіла в змаганнях серед юніорок друге місце у гіті на 500 метрів з місця з результатом 42.658 секунди.
У вересні 2021 року срібну медаль завоювала в індивідуальному спринті.